# Félix Doh
Pour les articles homonymes, voir Doh.
Félix Doh (mort le 25 avril 2003) ancien combattant aux côtés des mercenaires libériens, était un chef rebelle en Côte d'Ivoire. Il était le chef du Mouvement Populaire Ivoirien du Grand Ouest situé à Danané.
Doh fut assassiné par des mercenaires libériens, menés par Sam Bockarie, dans des circonstances incertaines.